# ボリアナ/ブリアナ
ボリアナ（カタルーニャ語: Borriana: バレンシア語: [boriˈana, buriˈana]）またはブリアナ（スペイン語: Burriana: スペイン語: [buˈrjana]）は、スペイン・バレンシア州カステリョン県のムニシピ（基礎自治体）。2016年の人口は34,643人。カタルーニャ語名とスペイン語名が優劣の差なく公式名であるため、内務省などは両言語名の間にスラッシュを挟んだBorriana/Burriana（ボリアナ/ブリアナ）という表記を用いることがある。

## 地理
プラーナ・バイシャ郡は約19万人の人口を有し、プラーナ・アルタ郡に次いでカステリョン県で2番目に人口の多い郡である。ヴィラ＝レアル、ボリアナ/ブリアナ、ラ・ヴァイ・ドゥイショー、オンダなどの町があり、ヴィラ＝レアルに次いで人口の多いボリアナ/ブリアナがプラーナ・バイシャ郡の政庁所在地となっている。

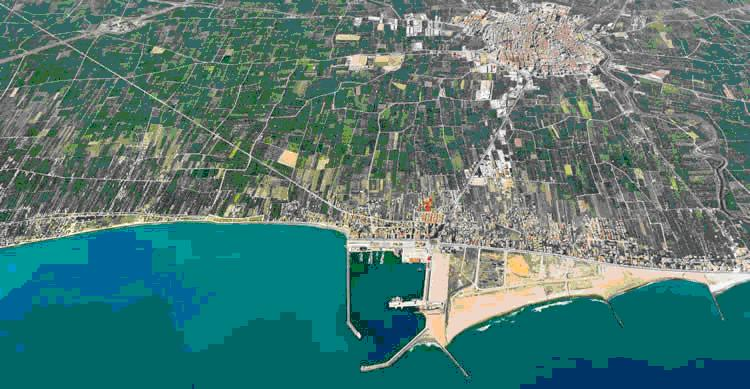
市街地（右上）と地中海（下）

ボリアナ/ブリアナはプラーナ・バイシャ郡の東端にある自治体であり、自治体域の東部は地中海に面している。ミリャルス川の流域にあり、市街地はオレンジの果樹園に囲まれている。約15キロメートルの海岸線を有し、約2キロメートルの砂浜を持つエル・アレナル海岸がある。市街地は地中海から約1.5キロメートル離れている。
夏季には旅行者やバカンス者が集まるため、人口が約3倍となる。カステリョン県の県都カステリョン・デ・ラ・プラナからはCV-18号線やN-340号線で訪れることができる。
アメリカ合衆国の小説家であるジェームズ・ミッチェナーが1968年に著した随筆『わが青春のスペイン』では、若いミッチェナーが船員としてボリアナに上陸したことが記されている。ミッチェナーらはスコットランドでのマーマレード製造のためにボリアナ近辺でオレンジを集めた。ボリアナの町にはミッチェナーに関連する多数の記念碑がある。

### 集落
- Burriana
- Les Alqueries de Santa Bàrbara
- El Port de Borriana
- El Grau de Borriana
- La Serratella
- Les Alqueries del Ferrer
- Poblats marítims
- Virrangues（定住者なし）

## 見どころ
- エル・サルバドール教会（スペイン語版）

13世紀に建設されたバシリカ。後陣はゴシック様式であるが、ロマネスク様式の要素もある。鐘楼は15世紀の建築である。
- トーレ・デル・マール（スペイン語版）

16世紀に地中海沿岸の警備のために建設された石造の監視塔。10メートルの高さがあり、2階建となっている。
- クロット・デ・ラ・マーレ・デ・デウ自然公園（スペイン語版）

17.84ヘクタールの面積を有する自治体立の自然公園である。ミリャルス川の支流の旧河道であり、市街地東部から地中海まで続いている。
- オレンジ博物館（スペイン語版）

バレンシア地方とスペインにおける柑橘類の歴史を展示している、ヨーロッパでも珍しい博物館である。
- ボリアナ市立考古博物館

1967年に設立された。先史時代から中世までの歴史が展示されている。

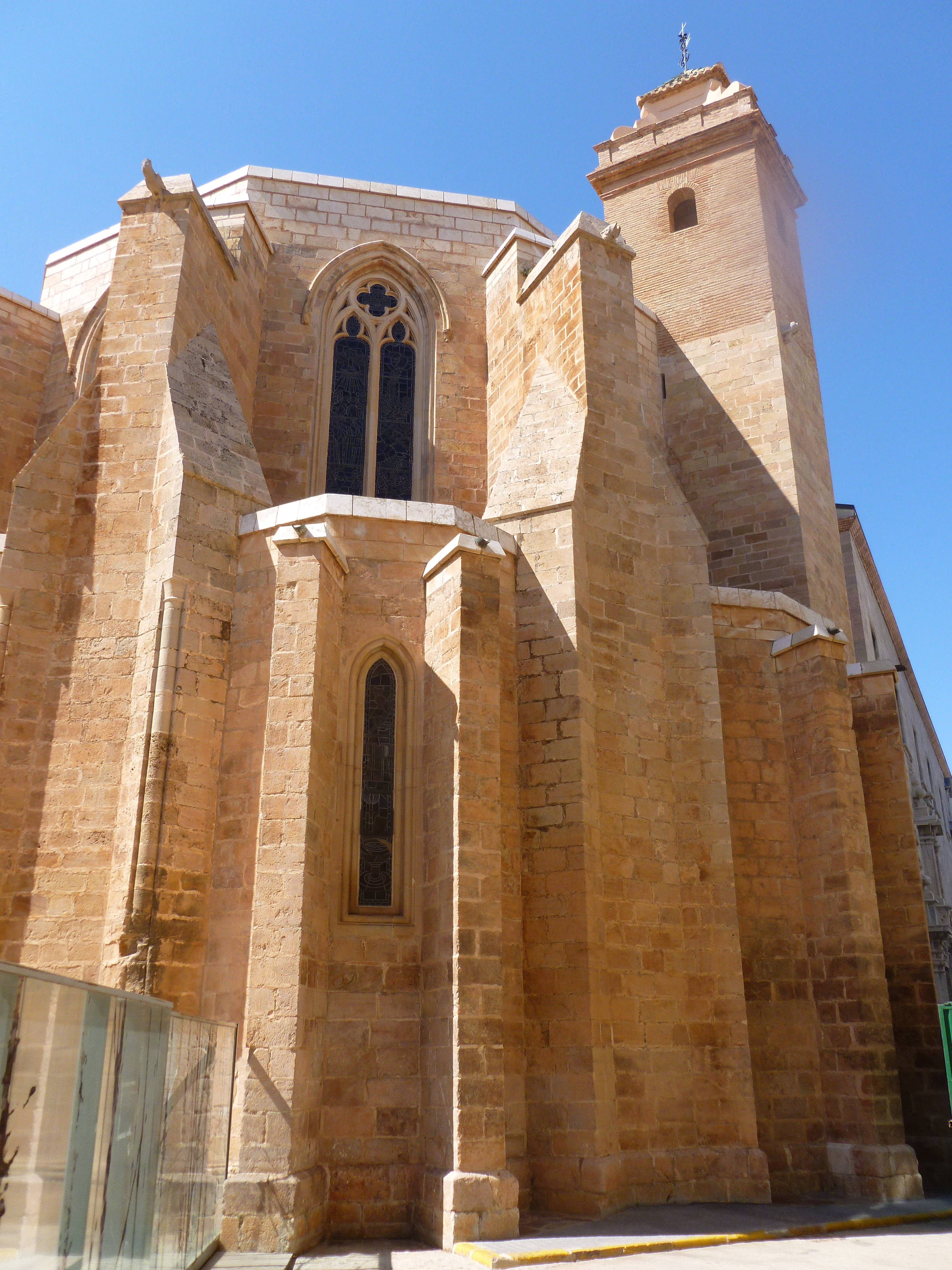
エル・サルバドール教会
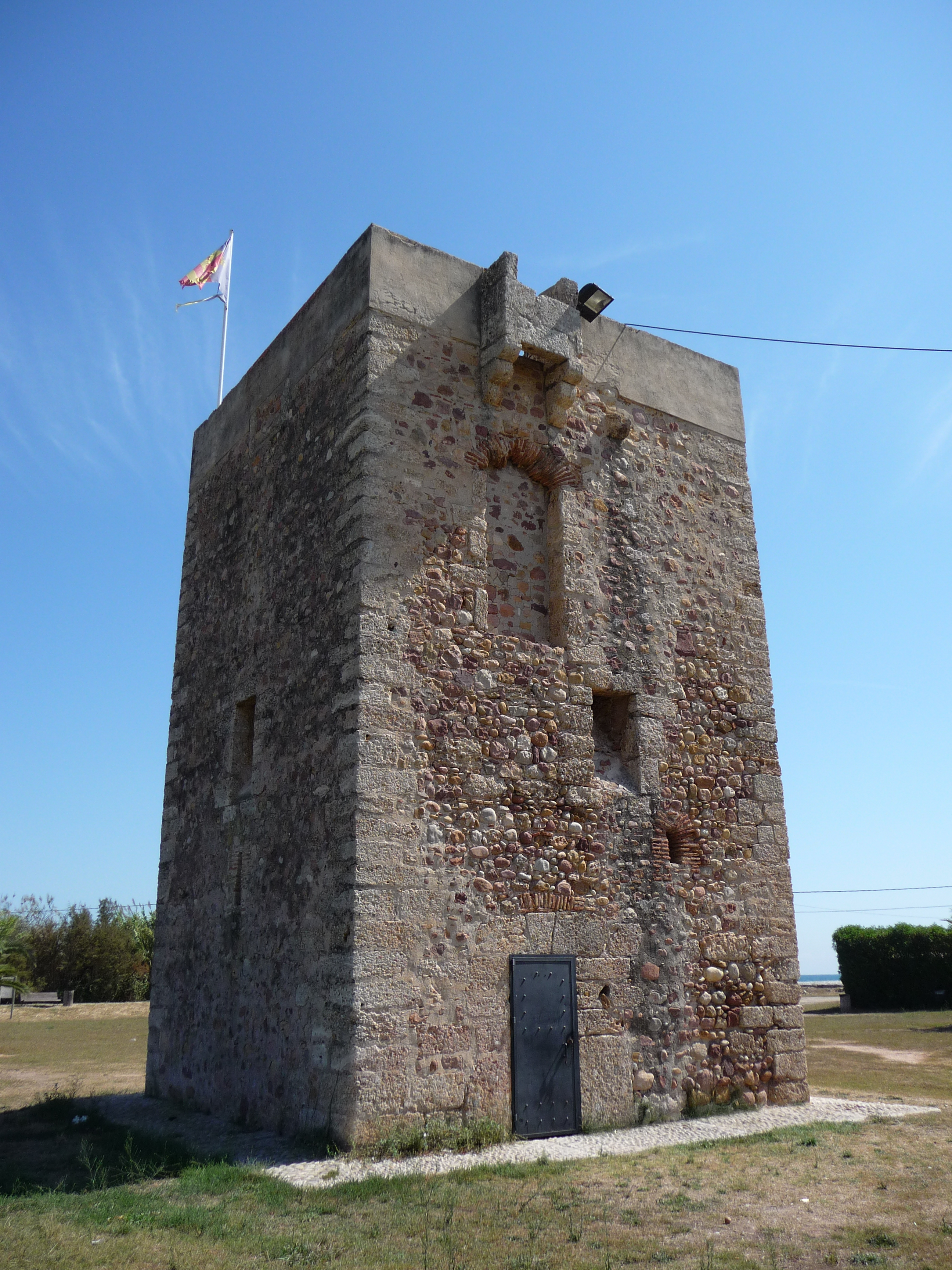
トーレ・デル・マール
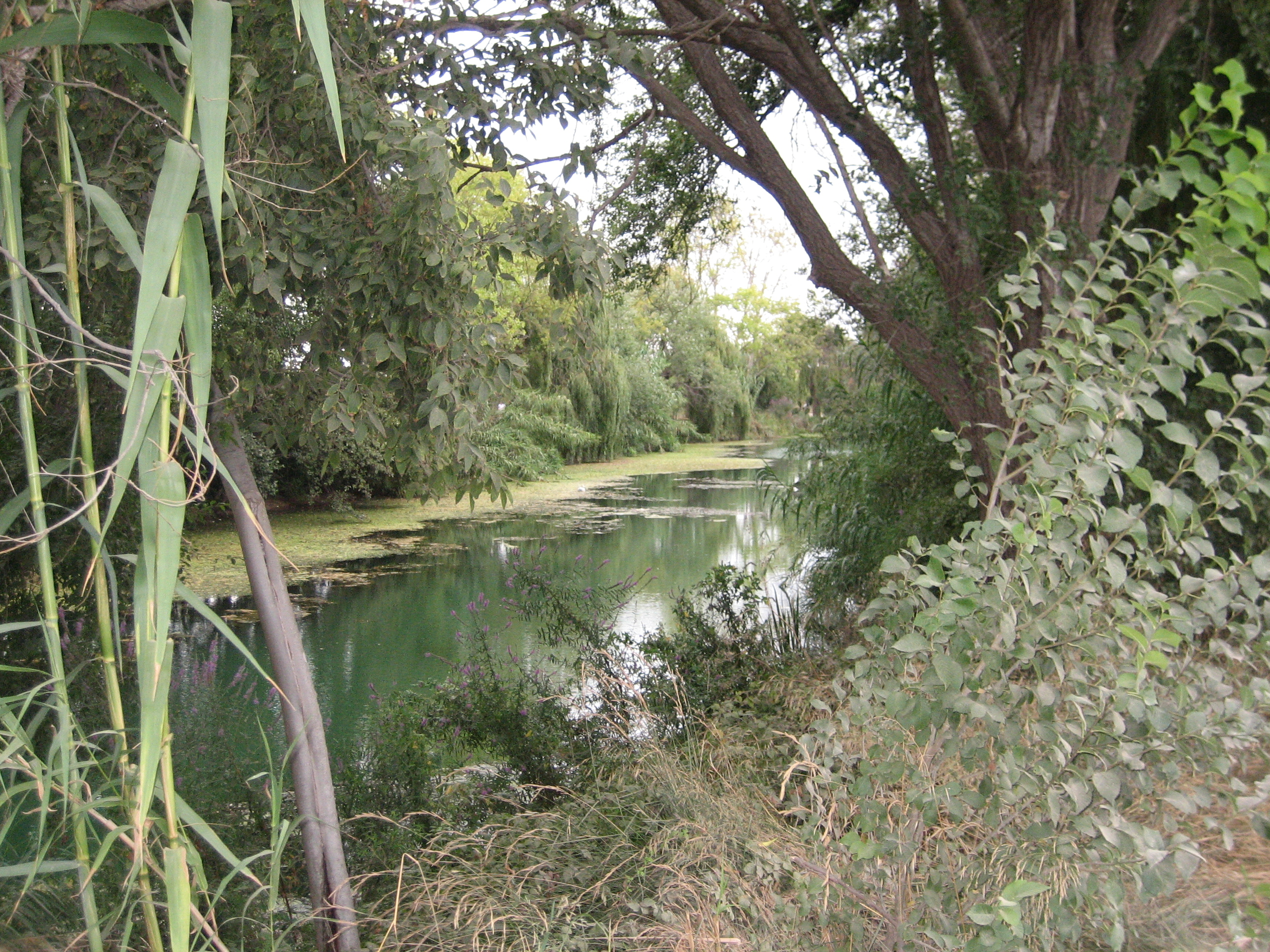
クロット・デ・ラ・マーレ・デ・デウ自然公園
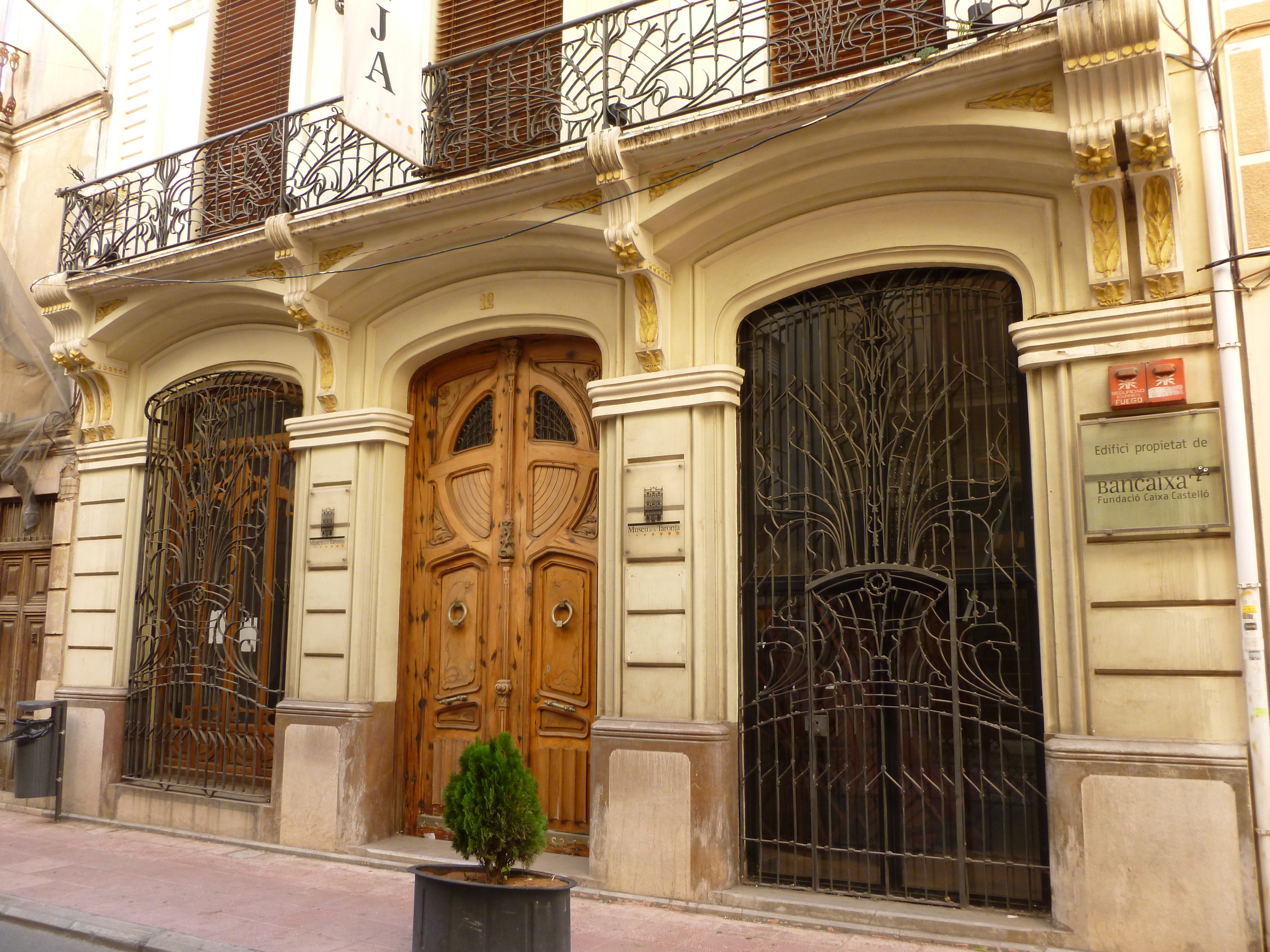
オレンジ博物館

## 人口

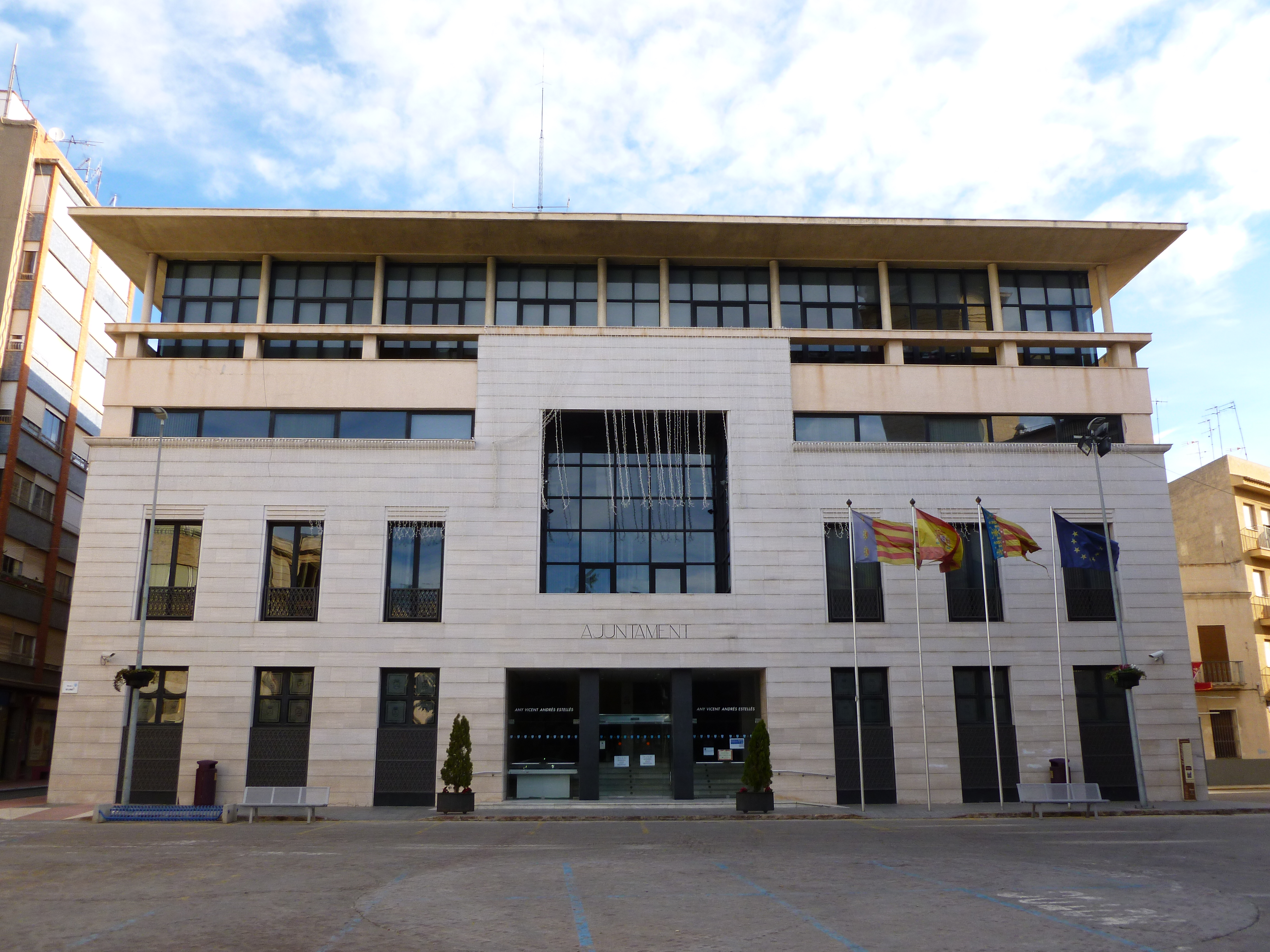
ボリアナ市庁舎

| ボリアナ/ブリアナの人口推移 1857－2011                  |
|                                                         |
| 出典:INE（スペイン国立統計局）1900年 - 1991年、1996年 - |

## 政治
| 任期      | 首長名                    | 政党                           |
| --------- | ------------------------- | ------------------------------ |
| 1979–1983 | Juan Canós Safont         | 民主中道連合 (UCD)             |
| 1983–1987 | Juan Sanchordi Pitarch    | スペイン社会労働党 (PSPV-PSOE) |
| 1987–1991 | Juan Sanchordi Pitarch    | スペイン社会労働党 (PSPV-PSOE) |
| 1991–1995 | Juan Sanchordi Pitarch    | スペイン社会労働党 (PSPV-PSOE) |
| 1995–1999 | Alfonso G. Ferrada Gómez  | 国民党 (PP)                    |
| 1999–2003 | Alfonso G. Ferrada Gómez  | 国民党 (PP)                    |
| 2003–2007 | Alfonso G. Ferrada Gómez  | 国民党 (PP)                    |
| 2007–2011 | José Ramón Calpe Saera    | 国民党 (PP)                    |
| 2011–2015 | José Ramón Calpe Saera    | 国民党 (PP)                    |
| 2015–2019 | Maria José Safont Melchor | スペイン社会労働党 (PSPV-PSOE) |
| 2019–2023 | n/d                       | n/d                            |
| 2023–     | n/d                       | n/d                            |

## 出身者
- ラファエル・マルティ・デ・ビシアーナ（スペイン語版）(1502-1584) : 歴史学者。
- アマド・グラネル（スペイン語版）(1898-1972) : 政治家・軍人。
- アベル・ムス（スペイン語版）(1907-1983) : ヴァイオリニスト。
- ビセンテ・エンリケ・イ・タランコン（スペイン語版）(1907-1994) : 枢機卿。
- フェデリコ・ガルシア・モリネール（スペイン語版）(1930-) : 物理学者。
- エンリク・モンソニス・ドミンゴ（英語版）(1931-2011) : 政治家。
- ビセント・フランシ・イ・フェレール（スペイン語版）(1949-) : 政治学者・ジャーナリスト・カタルーニャ語作家。
- マヌエル・ボルハ＝ビリェル（スペイン語版）(1957-) : 美術史学者。ソフィア王妃芸術センターの館長。
- イネス・バリェステル（スペイン語版）(1958-) : ジャーナリスト・司会者。
- ダニエル・ビダル・フステル（英語版）(1975-) : 水泳選手。シドニーパラリンピック出場。

## 姉妹都市
- ヴィラ＝レアル